# Doucet Latendresse
 (septembre 2011).

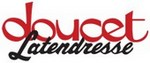
Logo de Doucet Latendresse.

Doucet Latendresse est le réseau de bijouteries le plus vaste au Québec. L'enseigne, qui compte désormais 36 magasins a ouvert ses portes en 1946, à l'initiative de Jean-Paul et Madeleine Latendresse.

## Histoire

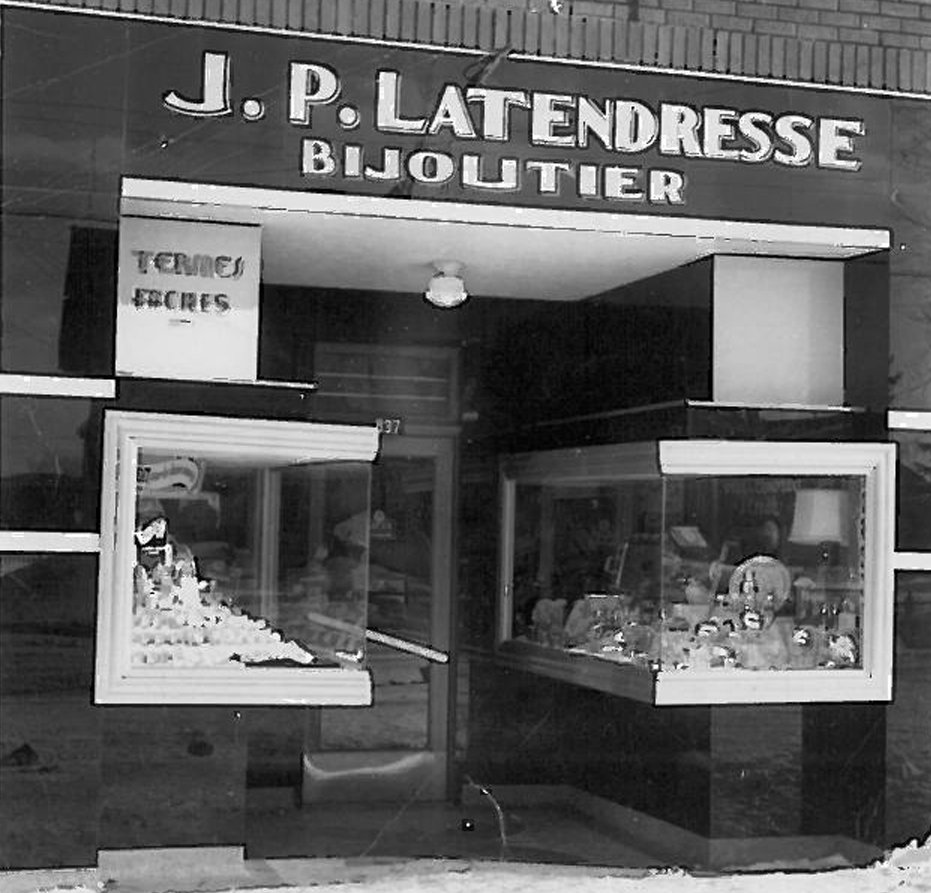
Première bijouterie Latendresse ouverte en 1946 à Grand-Mère (Québec)

La première bijouterie fondée par le couple a vu le jour à Grand-Mère, ville québécoise désormais fusionnée avec Shawinigan, à près de 35 km de Trois-Rivières. Deux nouveaux magasins ouvriront un an plus tard. Le premier à Verdun, au sud-ouest de l'île de Montréal. Le second à Shawinigan.
À la même époque, Jean-Paul Doucet, originaire du Nouveau-Brunswick, inaugure sa première bijouterie sur la rue Cartier à Québec en 1946.
Entre 1954 et 1970, les bijouteries Latendresse, rebaptisées Latendresse Bijoutiers en 1967, multiplient les créations de boutique: Montréal, Longueuil, St-Lambert, Laval, Joliette... Plus d'une vingtaine de magasins sont alors en activité à travers la Province de Québec.
De son côté, Jean-Paul Doucet concentre ses activités sur la capitale nationale et ouvre un nouveau magasin, en 1960, au cœur du centre commercial Place Laurier, récemment construit. Cette bijouterie est toujours en activité.
Au cours de la seconde guerre mondiale, Jean-Paul Doucet et Jean-Paul Latendresse mettent leur expertise au service de l'armée canadienne. Le premier passera ainsi près de quatre ans à Halifax, dans le service d'horlogerie de la marine nationale. Le second sera affecté à l'instrumentation de précision au sein de l'entreprise Canadian Vickers, rachetée par Canadair en 1944.
Entre 1970 et 1990, les bijouteries Doucet et les bijouteries Latendresse poursuivent leurs activités commerciales respectives et commencent à fabriquer leurs propres bijoux.
En 1992, les deux enseignes se rapprochent et scellent définitivement leur avenir commun en adoptant "Doucet Latendresse" comme marque de commerce.

## Sources
Toutes ces informations proviennent du site internet du groupe Doucet Latendresse ainsi que de leur blog.